# 頓內茨克州立藝術博物館
頓內茨克州立藝術博物館（烏克蘭語：Донецький обласний художній музей）是烏克蘭頓內茨克的博物館，現有藏品超過16,000件，包括許多19至20世紀俄羅斯與波蘭畫家的畫作，此外還有十數件3世紀的拜占庭聖像。

## 歷史

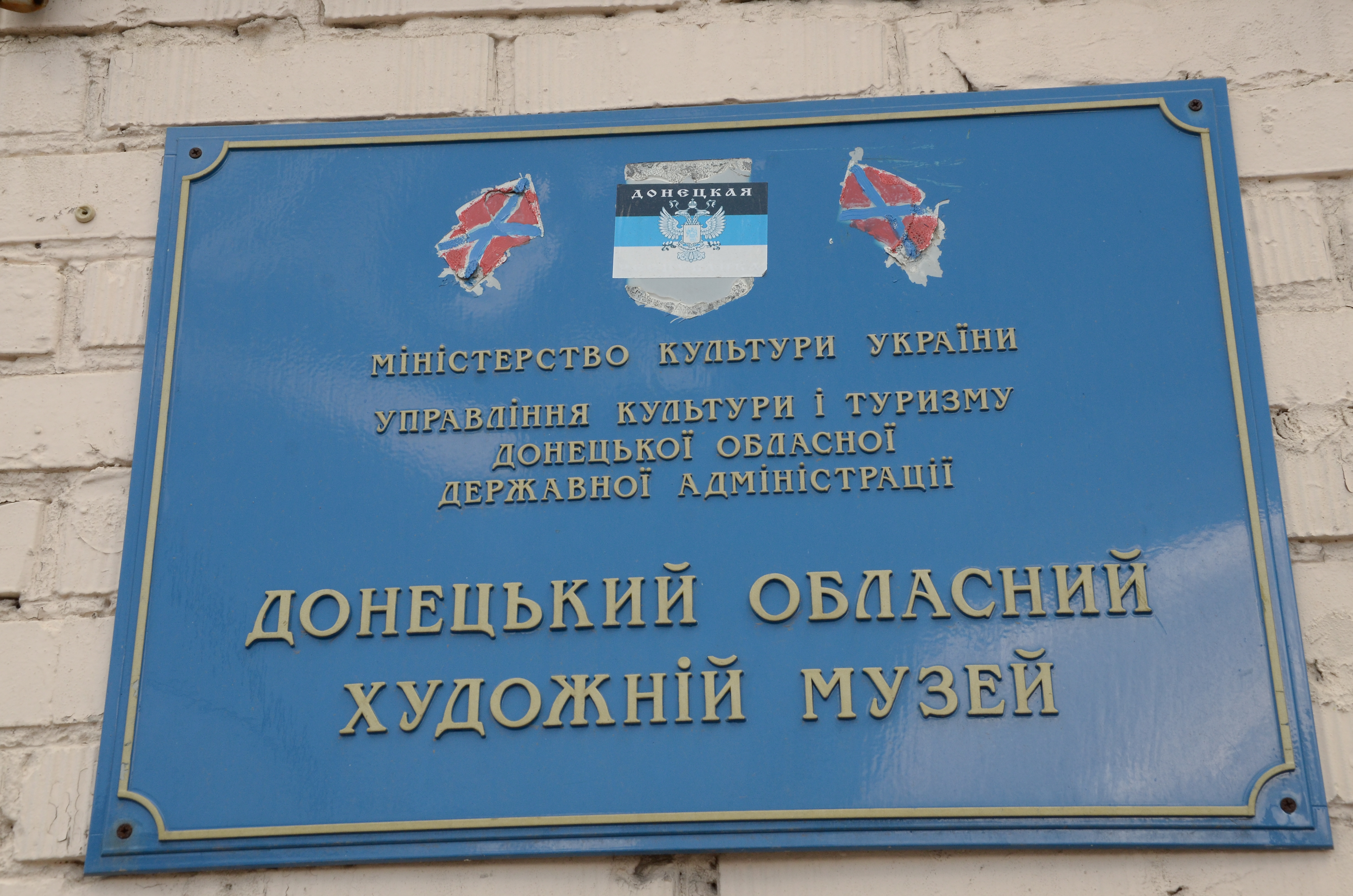
頓內茨克藝術博物館的告示牌，攝於2015年

頓內茨克藝術博物館建於1939年9月23日，當時稱作美術館。1941年納粹德國入侵時遭劫掠而停止運營。1958年博物館重建，為史達林諾（頓內茨克舊名）民俗博物館的一部份，1960年改稱史達林諾藝術畫廊，1965年改名為頓內茨克地區藝術博物館，2015年改名頓內茨克國家藝術博物館。

## 展品

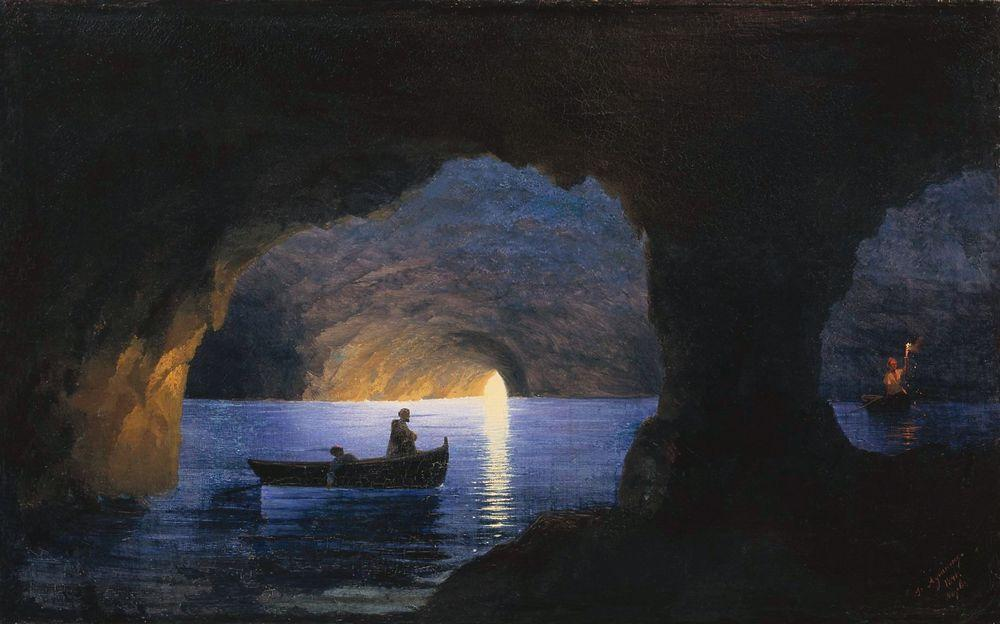
伊萬·艾瓦佐夫斯基《拿坡里藍洞》
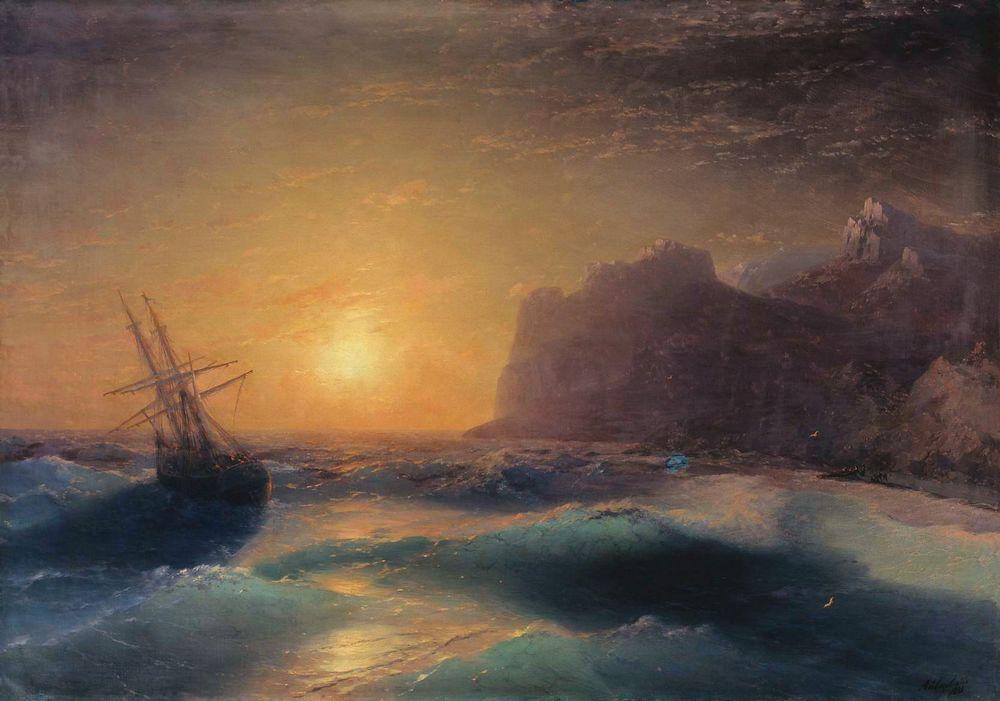
伊凡·艾瓦佐夫斯基《科克捷別利海景》
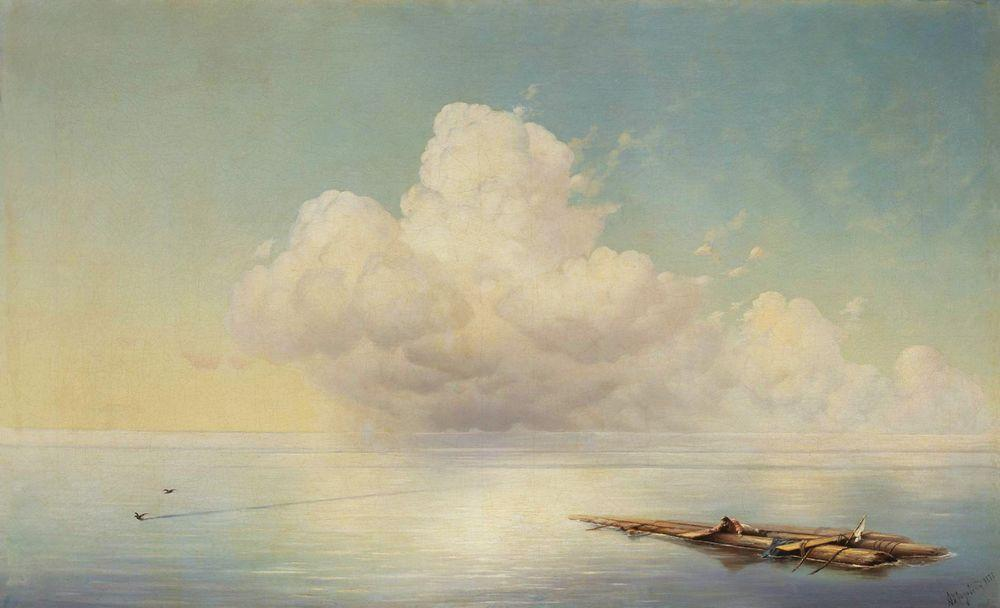
伊凡·艾瓦佐夫斯基《靜海上的雲朵》
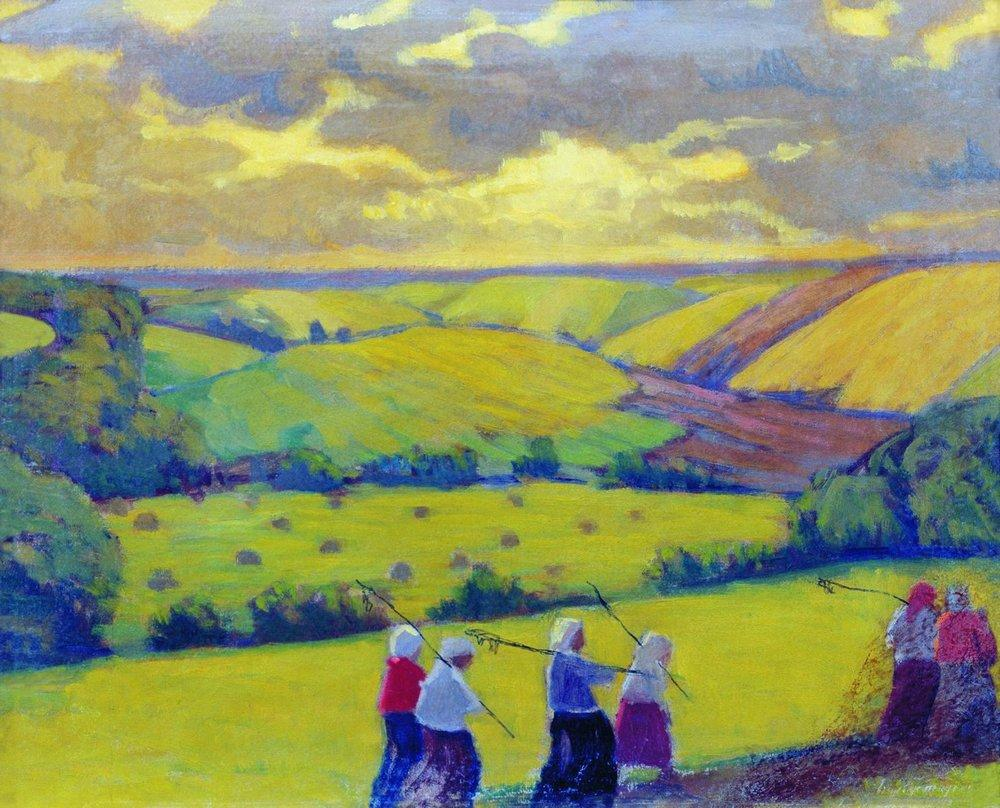
鲍里斯·克斯托依列夫（英语：Boris Kustodiev）《製備乾草》
伊凡·希施金《樺木林》
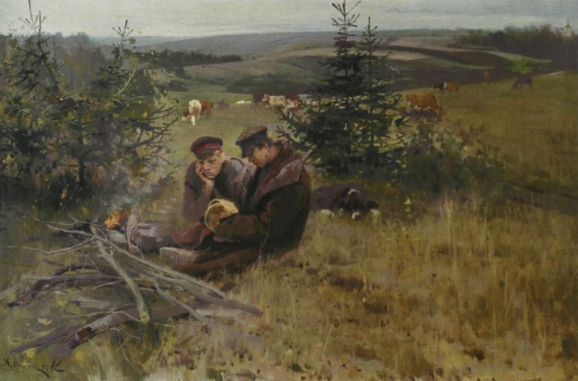
阿列克谢·科林（英语：Aleksey Korin）《牧羊人》
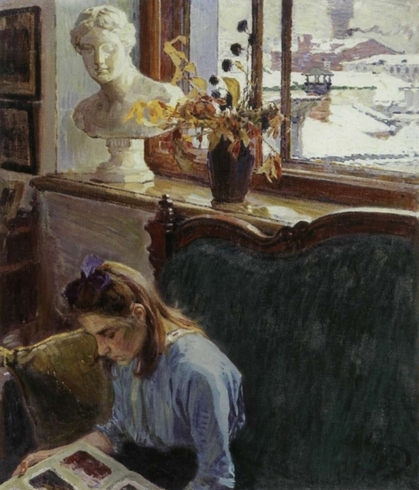
阿列克谢·科林《窗戶》
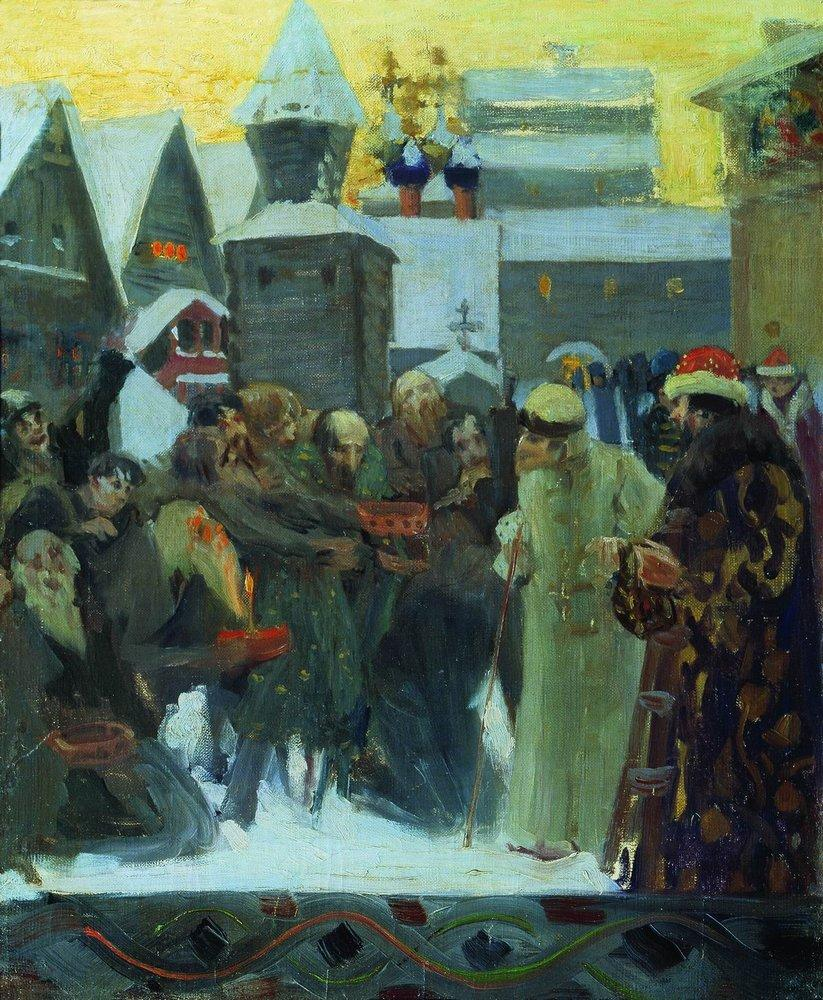
鲍里斯·克斯托依列夫《恐怖伊凡出行》
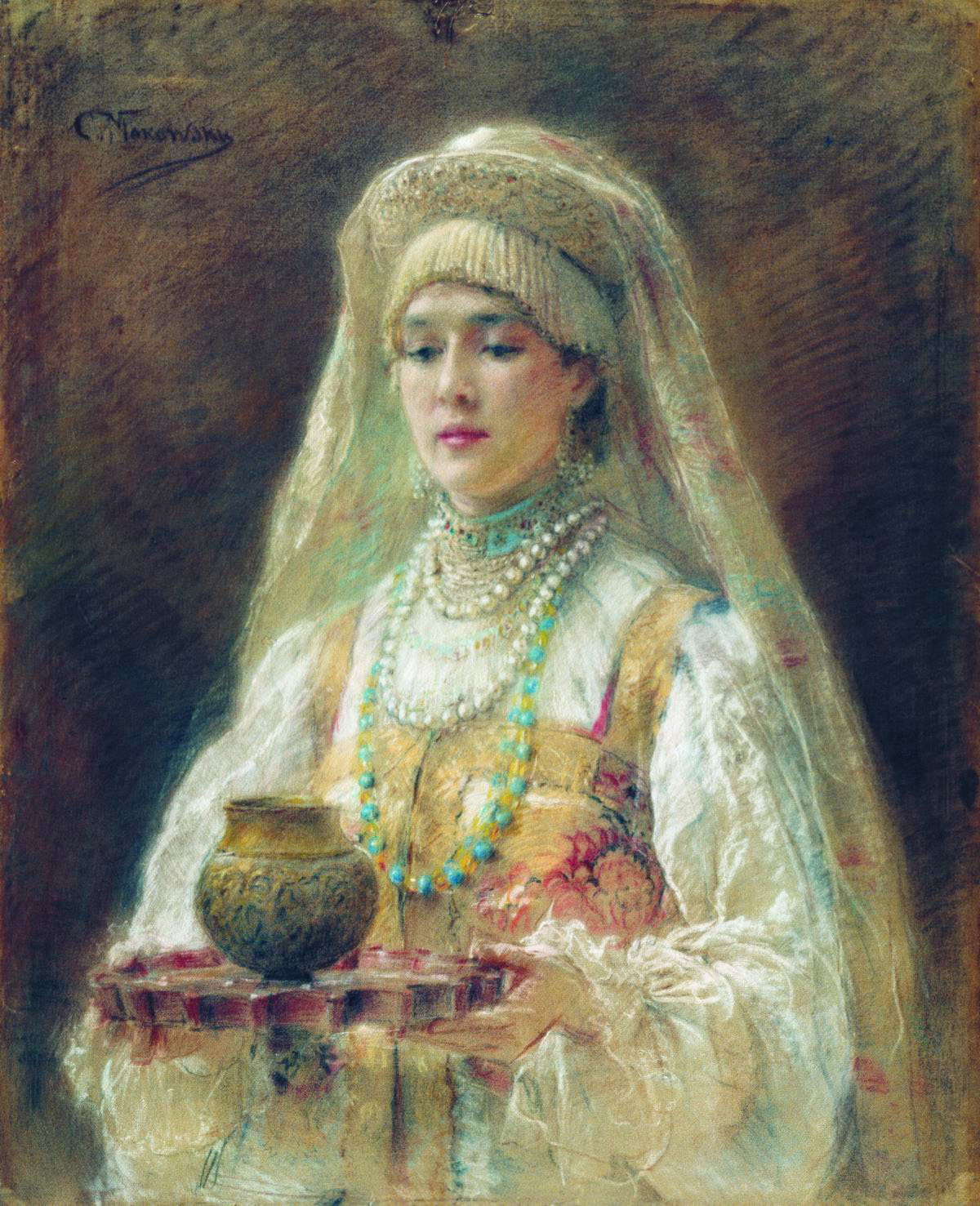
康斯坦丁·马科夫斯基《一杯蜂蜜》
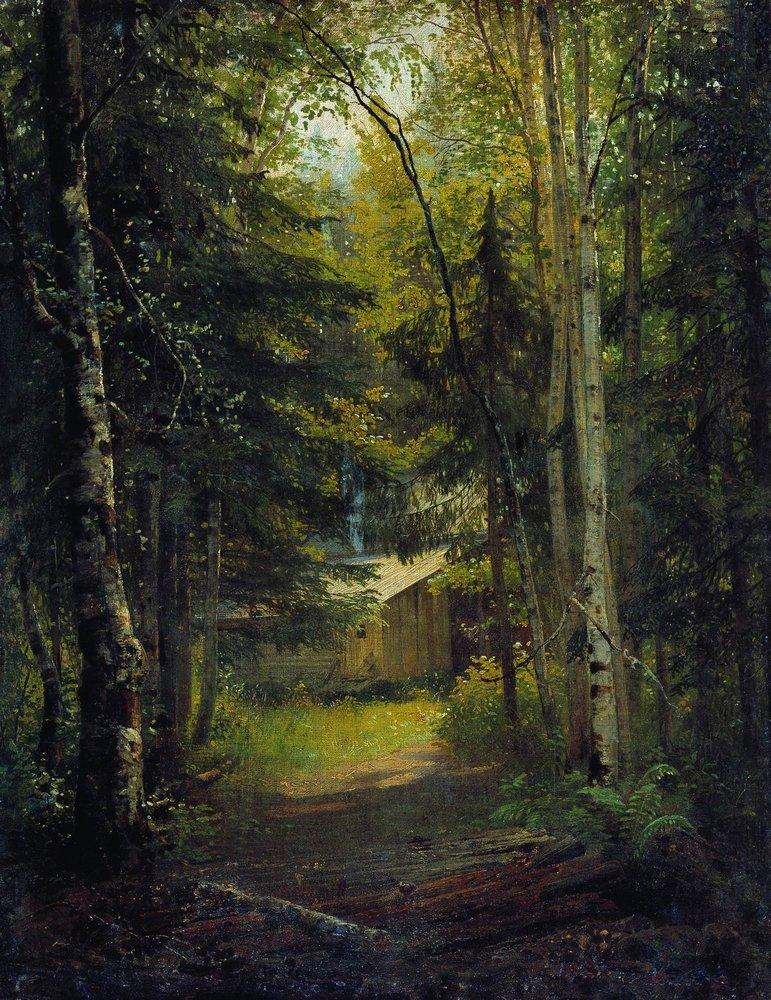
伊凡·希施金《林中小屋》